# تريفالا

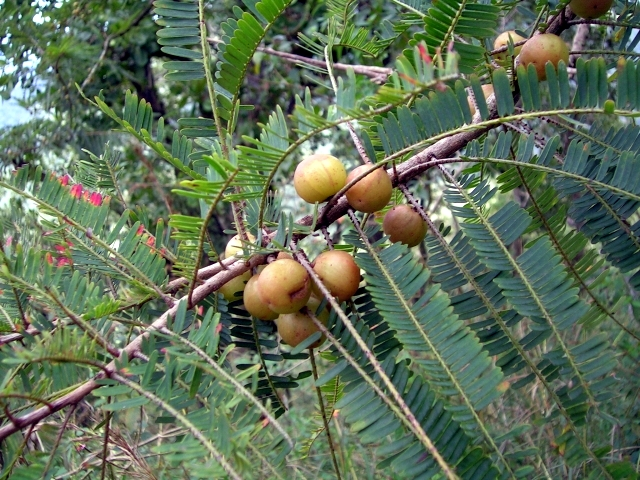
عنب الثعلب

تريفالا وهو الايورفيدا  وهو صيغة طبية عشبية كيميائية هندية قديمة، وتتألف تلك الصيغة من ثلاثة أجزاء متساوية من الميروبالانس (برقوق الكرز) ،و تستخلص بدون البذور : أملاكي AmalakiPhyllanthus emblica ، بيبهيتاكي Bibhitaki (هليلج بليريكي) ، وهاريتاكي Haritaki هليلج كابلي  وكلمة أملج تعني حرفيا «ثلاثة فواكة».

## الاستخدامات الطبية
في الطب الهندي التقليدي القديم، يستخدم الأملج في:
- تنشيط الجهاز المناعي[3]
- تحسين عملية الهضم [2][4]
- تخفيف الإمساك [2][4]
- تطهير مسلك(مجري) الجهاز الهضمي [4]
- التخلص من الغازات (الريح)[2]
- علاج لمرض السكري [2]
- علاج لأمراض العين [2]

لم تختبر هذه الحالات الصحية(الفوائد الطبية) حتي الآن في التجارب السريرية. حتى مع ممارسة الطب الهندي التقليدي القديم، فإنه لا يزال هناك جدال حول التركيب (أملاكي، وهاريتاكي وبيبهيتاكي) ، والإعداد، والاستخدامات الطبية للأملج.

## المواد الفعالة المكونة للأملج
المواد الفعالة للأملج لا تزال غير معروفة. الأملج يحتوي على عدة مركبات والتي تم اقتراحها لتكون مسؤولة عن الفوائد الصحية الموجودة (لتكون المادة الفعالة)، تحتوي علي حامض الكاليك، حمض الإهليلج (حمض الشبوليك)، وحمض الشيبولينيك.

## البحوث الحالية حول الأملج
وهناك أدلة أولية تثبت أن الأملج يحتوي على مركبات بها خصائص مضادة للأكسدة اختبرت علي الخلايا المنعزلة والفئران، ولكن هذا لم يتم إثباته علي الناس حتي الآن.

## الوصلات الخارجية
- تريفالا لحالات الإمساك والقولون
- الأملج لعلاج الحموضة والتهابات المعدة